# Шан кызы дастаны
«Шан кызы дастаны» («Сказание о дочери Шана») — эпическая поэма, созданная предположительно в IX веке Микаэлем Башту. Ввиду неясного происхождения, отсутствия подлинников и обвинении в отсутствии ссылок в других источниках, вместе c «Джагфар Тарихы» считается многими исследователями подделкой.

## Издания
Была сохранена только в рукописном подстрочном переводе на русском языке, сделанным в Кызыле Яре в северном Казахстане Ибрагимом Мохамед-Каримом Нигматуллиным. Отсутствие оригинала объясняется уничтожением оного при кампании конфискации всех письменных материалов на иностранных языках. О нахождении перевода сообщил в 1991 году Фаргат Нурутдинов, внук Ибрагима Нигматуллина.
Первое издание[чего?] отпечатано в Турции в 1991 году на турецком языке. Создатель русского перевода, Владимир Каденко, указывает на утверждения в турецком издании о упоминании поэмы и отрывки из нее в трудах Махмуда Кашгари и других средневековых летописцев.
Была издана в Киеве на украинском языке в 1992 году. В 1997 году была издана в Софии в болгарском переводе и на русском. В 2008 году была издана Булгарской общиной Казани на татарском языке.

## Сюжет
Главными героями поэмы являются три витязя — Аудан-Дуло, Тарвиль и Рыштав. Однажды они решили отправиться на поиски своих невест. Они их находят и избавляют от тёмных сил. В пути они одолевают врагов, которым покровительствует Шайтан.